# 宇都宮市立海道小学校
宇都宮市立海道小学校（うつのみやしりつ かいどうしょうがっこう）は、栃木県宇都宮市海道町にある公立小学校。

## 概要
通称は「海道小」。
服装制服は無く、基本的に自由である。
校歌作詞 鮫島公子、作曲 鈴木基司
開校当時は、1学年にも数クラスあったが、その後は少子化の影響で1学年1クラス編成となっていた。しかし、2008年度の1年生は40人ほどおり、クラスが2つに分かれることになった。

## 沿革
- 1907年（明治40年）4月 - 豊郷尋常高等小学校海道新田分教場として創設[3]。
- 1941年（昭和16年）4月 - 豊郷村中央国民学校海道新田分校に改称[3]。
- 1947年（昭和22年）4月 - 豊郷村立中央小学校海道新田分校に改称[4]。
- 1954年（昭和29年）11月1日 - 豊郷村の宇都宮市への編入により、宇都宮市立豊郷中央小学校海道町分校に改称[5]。
- 1955年（昭和30年）1月17日 - 海道町82-2（現・海道町児童公園[6]）に校舎を新築し、移転[5]。
- 1983年（昭和58年）10月 - 現校地で校舎の建設を開始[6]。
- 1985年（昭和60年）
  - 4月1日 - 宇都宮市立豊郷中央小学校海道分校が分離独立し、宇都宮市立海道小学校として開校。
  - 4月5日 - 開校式を挙行。体育館が未完成だったため、入学式は校庭で行った[6]。
  - 7月29日 - プール完成。
  - 9月26日 - 校章制定。
  - 12月20日 - 体育館完成。
- 1986年（昭和61年）
  - 2月22日 - 開校記念式典を挙行。校歌制定し、校旗樹立。同日（2月22日）を創立記念日と制定。
  - 8月24日 - 開校記念事業として遊具施設（築山・丸太橋・タイヤ跳び）完成。
- 1989年（平成元年）
  - 3月7日 - 校舎増築部（多目的スペース・図書室）完成。
  - 8月6日 - 野外アスレチック施設完成。
- 1995年（平成7年）2月18日 - 創立10周年記念式典挙行し、記念演奏会を開催。
- 2001年（平成13年）9月7日 - ランチルームを新設。
- 2004年（平成16年）4月1日 - おひさまクラブ開所。
- 2005年（平成17年）
  - 2月8日 - 創立20周年記念式典挙行し、記念演奏会を開催。
  - 4月1日 - 学校給食の民間委託開始。
- 2008年（平成20年）6月6日 - 海道小学校「魅力ある学校づくり地域協議会」発足。
- 2010年（平成22年）4月1日 - 小中一貫教育モデル学校園（豊郷地区）開始。
- 2012年（平成24年）4月1日 - 豊郷地域学校園小中一貫教育開始。
- 2014年（平成26年）
  - 4月1日 - 海道宮っ子ステーション開設。
  - 12月16日 - 創立30周年記念音楽鑑賞会開催。
- 2015年（平成27年）
  - 2月20日 - 創立30周年記念式典挙行。
  - 4月1日 - 特別支援学級「わかば」新設。

## 学校生活
運動会紅白2チームで争う。紅白はクラス内でチーム分けされ、各々が参加する各種競技の順位等でポイントを加算する方式。
臨海学校栃木県宇都宮市の「冒険活動センター」において、5年生が1泊2日で行われる。
休み時間水曜日には「ロング昼休み」がある。この場合掃除はなく、昼休みが50分に拡大される。

## 通学区域
通学区域は以下の通りである。
- 宇都宮市
  - 海道町
  - 川俣町の一部
  - 下川俣町の一部
  - 上大塚町の一部

市立中学校に進学する場合の進学先は、宇都宮市立豊郷中学校である。

## 学校周辺
学校敷地内に電子基準点「宇都宮」（局番号：950219）がある。
- アクセス：関東バス『下海道町』バス停下車後、徒歩。
- 栃木県道125号氏家宇都宮線
- 奈坪川

以下の施設は直線距離は近いが、奈坪川にかかる橋が近くに無いため、実際は大廻りとなる。
- ひまわり保育園
- 釜井台団地中央公園